# Fruita
|  | No s'ha de confondre amb fruit. |

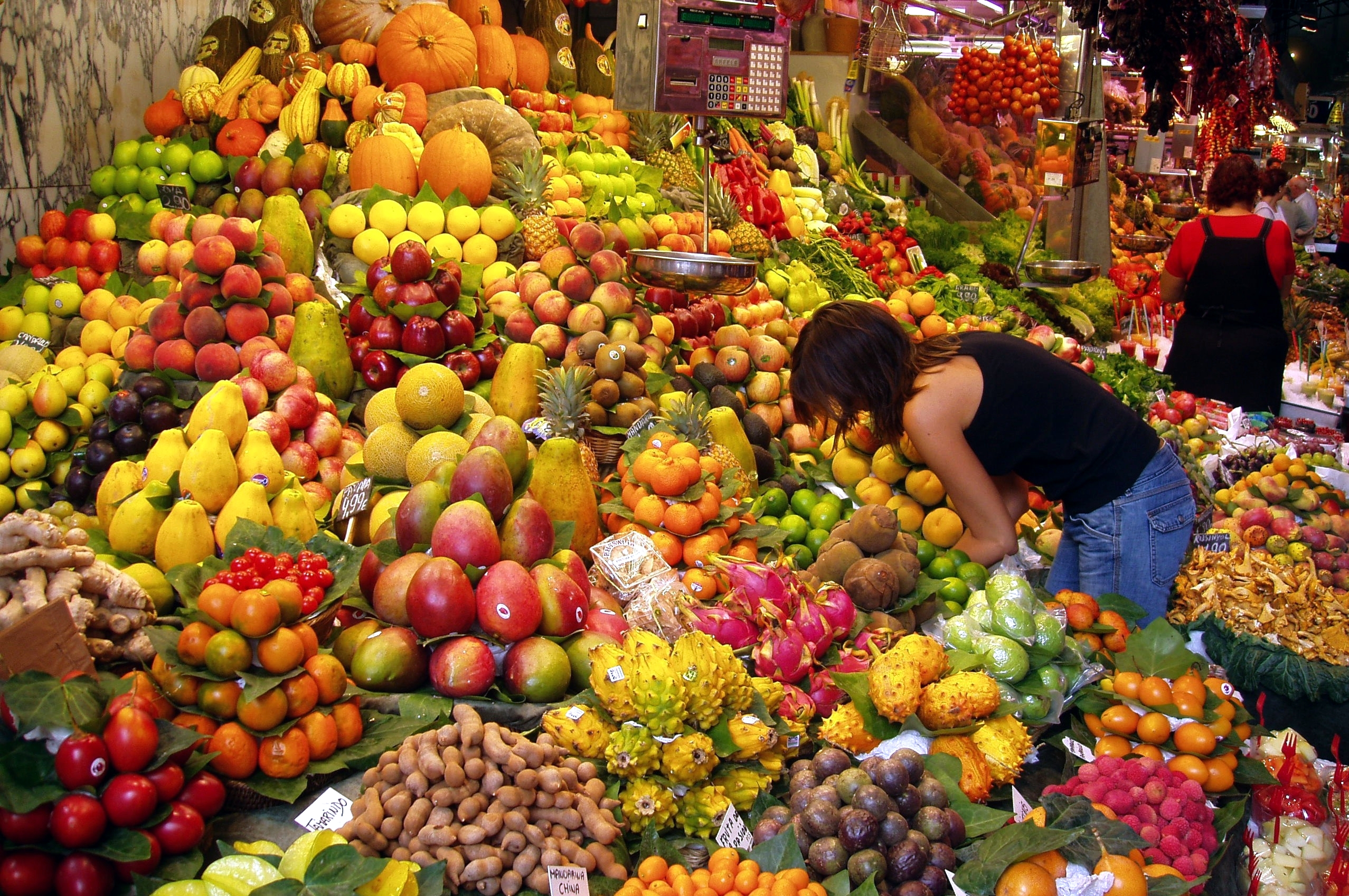
Parada de fruita al mercat de la Boqueria.

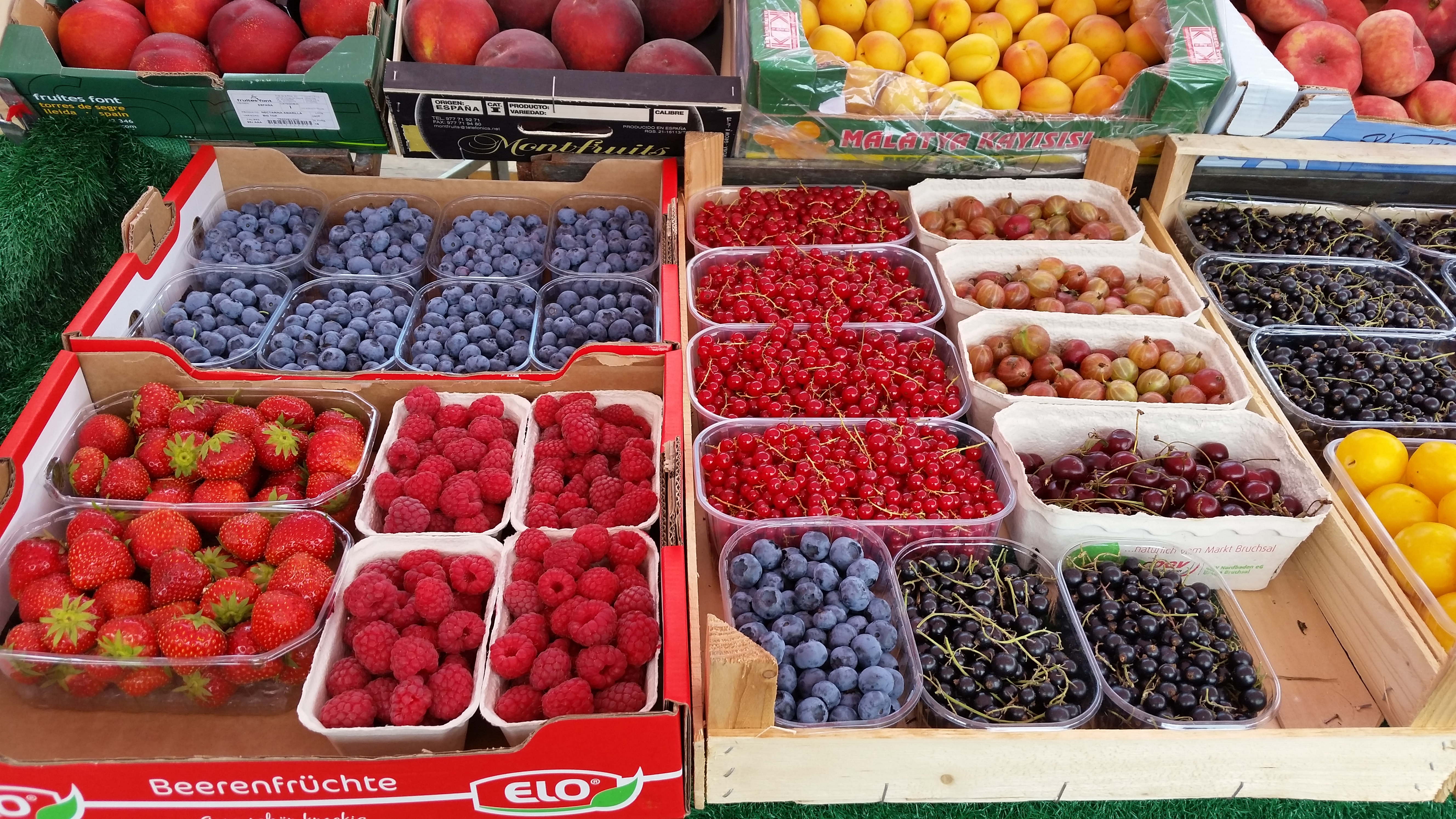
Fruita del bosc

La fruita o les fruites són un conjunt d'aliments vegetals que procedeixen del fruit de determinades plantes, ja siguen herbes, com la melonera, o arbres com l'albercoquer. Les fruites tenen un gust i una aroma característics i presenten unes propietats nutritives i una composició química que les distingeix d'altres aliments.
El principal productor de fruita és l'Índia, seguida de diversos països del sud-est asiàtic.
La polpa és la part blana i comestible d'una fruita .

## Principals fruites

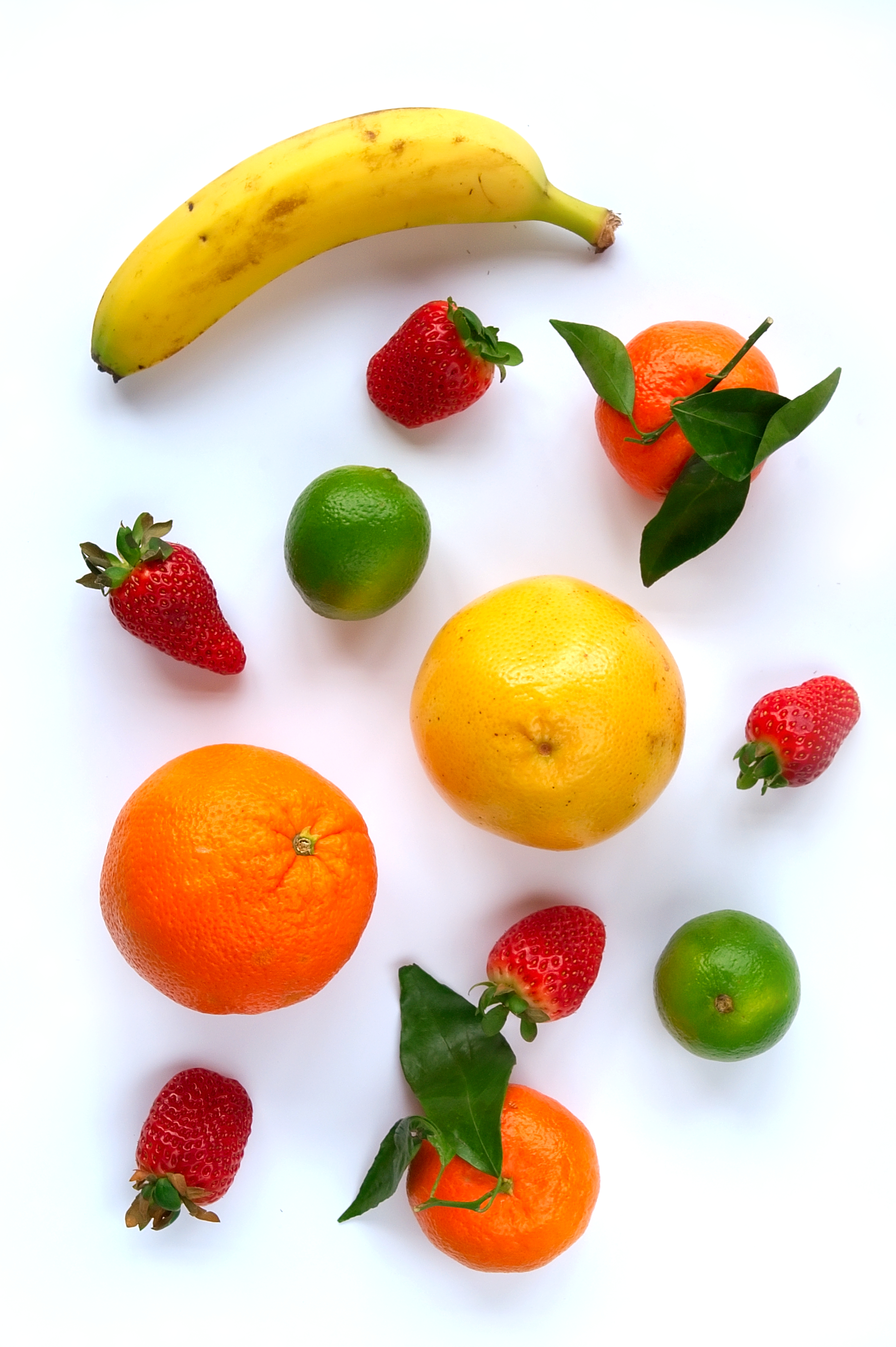
diferents tipus de fruita

Les principals fruites són: actinídia, alvocat, albercoc, baia, bacora, bresquilla, caqui, cirera, coco, codony, dàtil, figa, figa palera, grosella, guinda, llima o llimona, llima o llimona dolça, maduixa, maduixot, magrana, mandarina, mango, meló, meló d'alger, móra, móra roja, nabiu, nespra, pera, ananàs o pinya americana, plàtan o banana, aranja, poma, préssec, pruna, raïm, síndria, taronja, xirimoia.
Cada fruita té diverses varietats, com ara la poma, que pot ser de moltes varietats (Golden Delicious, Starking, Reineta, Verda Donzella), així com les peres (d'aigua, Ercolina), les taronges (Navel, Navel Late, Navelina, Salustiana i Sanguina) o les mandarines (Satsuma i Clementines).

## Classificació de la fruita
- Segons com siga la llavor que continga el fruit, les fruites es classifiquen en:

1. Fruites de pinyol: Són aquelles que tenen una llavor gran i de corfa dura, anomenada pinyol, com l'albercoc o la bresquilla.
2. Fruites de llavor: Són les fruites que tenen diverses llavors xicotetes i de corfa menys dura com la pera i la poma.
3. Fruita de gra: Són aquelles fruites que tenen infinitat de minúscules llavors com la figa i la maduixa.

- Segons com sigui el temps des de la seva recol·lecció, la fruita es classifica en:

1. Fruita fresca: Si el consum es realitza immediatament o al cap de pocs dies de la seua collita, de forma directa, sense cap tipus preparació o cuinat.
2. Fruita dessecada o fruita pansa: És la fruita que després d'un procés de dessecació es pot consumir als mesos, i fins i tot anys després de la seua recol·lecció. La fruita dessecada no és sinònim de fruita seca.

- Altres grups de fruita comprenen:

1. Cítrics, com la taronja i la llima.
2. Exòtiques, com la pinya i la xirimoia.

- Segons com es produïsca el procés de maduració de la fruita, es classifiquen en fruites climatèriques i no climatèriques. En la maduració de les fruites es produeix un procés accelerat de respiració dependent de l'oxigen. Aquesta respiració accelerada s'anomena pujada climatèrica i serveix per a classificar a les fruites en dos grans grups:

1. Fruites climatèriques: Són les que pateixen bruscament la pujada climatèrica. Entre les fruites climatèriques tenim: poma, pera, plàtan, bresquilla, albercoc i xirimoia. Aquestes fruites pateixen una maduració brusca i grans canvis de color, textura i composició. Normalment es recol·lecten en estat preclimatèric, i s'emmagatzemen en condicions controlades perquè la maduració no tinga lloc fins al moment de traure-les al mercat.

1. Fruites no climatèriques: Són les que presenten una pujada climatèrica lentament i de forma atenuada. Entre les no climatèriques tenim: taronja, llima, mandarina, pinya, raïm, meló i maduixa. Aquestes fruites maduren de forma lenta i no tenen canvis bruscs en el seu aspecte i composició. Presenten major contingut de midó. La recol·lecció es fa després de la maduració perquè si es fa quan estan verdes després no maduren, només es posen blanes.

- Segons el desenvolupament de les fruites:

1. Fruites simples: Es desenvolupen a partir d'un sol pistil, mono o pluricarpelars, com ara el raïm, les taronges o el meló. Al seu torn les fruites simples poden donar origen a cinc modalitats principals:

1. Baia: El pericarpi sencer, és a dir, les tres capes exocarpi, mesocarpi i endocarpi estan poc diferenciades. Les parets de l'ovari engrosseixen i es fan sucoses. Part de l'exocarp forma una pell com ara els plàtans, dàtils, kiwis, nabius. Posseeixen una o diverses llavors.
2. Hesperidi: És un tipus especial de baia amb pell rugosa. L'interior del fruit està dividit per septes o barandats donant origen a tants gallons com a carpels, per exemple, tots els cítrics. Posseeixen diverses llavors, fins i tot sense llavors, per partenocarpia.
3. Pepònides: És una altra variant de la fruita en baia amb pell dura. L'interior d'aquesta fruita no està dividit per septes, com per exemple els melons. Les llavors poden estar disperses pel pericarpi o bé agrupades en filaments. No es distingeix l'endocarpi.
4. Drupa: Posseeixen poques llavors (una o en molt curt nombre) envoltades d'un endocarpi fibrós i dur, generalment deixant un buit entre ell i el mesocarpi carnós. L'exocarp dona origen a una pell suau com per exemple les bresquilles, prunes, cireres i mangos. L'ametla, en contra del que es creu, no és la coberta de la llavor sinó l'endocarpi. També s'anomenen fruites de "pinyol".
5. Poma: És una fruita carnosa. Les llavors o pipes estan rodejades per un endocarpi coriaci semblant al paper. La part carnosa procedeix del tub floral com per exemple la poma i la pera.

1. Fruites agregades: Es desenvolupen a partir de diversos pistils independents que donen origen a diverses xicotetes fruitetes que s'insereixen en un receptacle comú, com ara les maduixes i les móres roges.
2. Fruites múltiples: Es desenvolupen a partir d'un conglomerat de flors o inflorescència que posseeixen múltiples ovaris, cada un d'ells procedent d'una flor distinta, que es fusionen en una fruita, generalment carnosa, en aconseguir la maduresa com les figues i la pinya tropical.

## Composició de la fruita
La composició química de les fruites depèn sobretot del tipus de fruita i del seu grau de maduració.
- Aigua: Més del 80% i fins al 90% de la composició de la fruita és aigua. A causa d'aquest alt percentatge d'aigua i a les aromes de la seua composició, la fruita és molt refrescant.
- Glúcids: Entre el 5% i el 18% de la fruita està format per carbohidrats. El contingut pot variar des d'un 20% al plàtan fins a un 5% al meló, meló d'alger i maduixes. Les altres fruites tenen un valor mitjà d'un 10%. El contingut en glúcids pot variar segons l'espècie i també segons l'època de recol·lecció. Els carbohidrats són generalment sucres simples com fructosa, sacarosa i glucosa, sucres de fàcil digestió i ràpida absorció. En la fruita poc madura ens trobem, midó, sobretot al plàtan que amb la maduració es converteix en sucres simples.
- Fibra: Aproximadament el 2% de la fruita és fibra dietètica. Els components de la fibra vegetal que ens podem trobar en les fruites són principalment pectines i hemicel·lulosa. La pell de la fruita és la que posseeix major concentració de fibra, però també és on ens podem trobar amb alguns contaminants com a restes d'insecticides, que són difícils d'eliminar si no és amb el pelat de la fruita. La fibra soluble o gelificant com les pectines formen amb l'aigua mescles viscoses. El grau de viscositat depèn de la fruita de què procedisca i del grau de maduració. Les pectines exerceixen per tant un paper molt important en la consistència de la fruita.
- Vitamines: Com els betacarotens, vitamina C, vitamines del grup B. Segons el contingut en vitamines podem fer dos grans grups de fruites:

1. Riques en vitamina C: contenen 50 mg/100. Entre aquestes fruites es troben els cítrics, també el meló, les maduixes i el kiwi.
2. Riques en vitamina A: Són riques en carotens, com els albercocs, bresquilla i prunes.

- Sals minerals: Igual que les verdures, les fruites són riques en potassi, magnesi, ferro i calci. Les sals minerals són sempre importants però sobretot durant el creixement per a la formació del pinyol. El mineral més important és el potassi. Les que són més riques en potassi són les fruites de pinyol com l'albercoc, cirera, pruna, bresquilla, etc.
- Valor calòric: El valor calòric vindrà determinat per la seua concentració en sucres, oscil·lant entre 30-80 kcal/100g. Com a excepció tenim fruites greixoses com l'alvocater que posseeix un 16% de lípids i el coco que arriba a tenir fins a un 60%. L'alvocater conté àcid oleic que és un àcid gras monoinsaturat, però el coco és ric en greixos saturats com l'àcid palmític. En tenir un alt valor lipídic tenen un alt valor energètic de fins a 200 Quilocalories/100grams. Però la majoria de les fruites són hipocalòriques respecte al seu pes.
- Proteïnes i greixos: Els composts nitrogenats com les proteïnes i els lípids són escassos en la part comestible de les fruites, encara que són importants en les llavors d'algunes d'elles. Així el contingut de greix pot oscil·lar entre 0,1 i 0,5%, mentre que les proteïnes pot estar entre 0,1 i 1,5%.
- Aromes i pigments: La fruita conté àcids i altres substàncies aromàtiques que junt amb el gran contingut d'aigua de la fruita fa que aquesta siga refrescant. El sabor de cada fruita vindrà determinat pel seu contingut en àcids, sucres i altres substàncies aromàtiques. L'àcid màlic predomina en la poma, l'àcid cítric en taronges, llimes i mandarines i l'àcid tàrtric en el raïm. Per tant, els colorants, les aromes i els components fénolicos astringents encara que es troben en molt baixes concentracions, influeixen de manera crucial en l'acceptació organoléptica de les fruites.

## Funcions de la fruita
Les fruites pertanyen al grup 5 de la roda d'aliments, rics en sucres, vitamines C i A i sals minerals, representada en la dita roda de color verd. Pel seu alt contingut en vitamines i sals minerals pertany al grup d'aliments reguladors. Les fruites es localitzen en el segon pis de la piràmide d'aliments, és a dir, que es recomana la ingesta de 2 peces de fruita en xiquets i 4 peces en l'adult al dia. A pesar que en la classificació general per grups, les verdures i fruites estan en grups diferents, els nutrients que contenen són semblants, encara que en el cas de les fruites el contingut en hidrats de carboni és més elevat i això les converteixen en aliments un poc més energètics. Per tant:
- Són aliments de baix valor calòric, ja que quasi el 80% de la seua composició és aigua, i es recomana en les dietes per a l'obesitat. És preferible menjar una peça de fruita abans que una peça de brioixeria.
- Contenen fibra dietètica que ens aporta múltiples beneficis com per exemple contra el restrenyiment i la diverticulosi.
- La fruita conté múltiples micronutrients que actuen sinèrgicament com antioxidants i sembla que són substàncies protectores contra el càncer, demostrat en estudis epidemiològics en el càncer de pròstata i càncer de còlon. A més, protegeix de múltiples malalties cròniques com l'arterioesclerosi i la diabetis mellitus.

Segons la Societat Espanyola de Dietètica i Ciències de l'Alimentació (SEDCA) i la Societat Espanyola de Nutrició la fruita a més de ser les postres per excel·lència i d'aportar colorit i bellesa a la nostra taula, el consum regular de fruita representa en la nostra alimentació un pilar de l'equilibri dietètic i la seguretat d'una aportació correcta de determinades vitamines. No pot ser substituïda per altres postres més moderns sense desequilibrar la nostra alimentació. Forma part del nostre comportament alimentari prendre fruita després dels principals menjars, encara que hui en dia se substitueix ben sovint per productes lactis, és necessari dir que aquesta substitució no és adequada si es fa de forma habitual, havent de fer-se només a vegades especials.
La fruita és més gustosa si es consumeix madura i pot mastegar-se bé. Ha de netejar-se correctament i és convenient pelar-la si no tenim la seguretat de si ha sigut tractada amb pesticides o altres productes químics. La fruita pelada i tallada a trossos cal consumir-la com més prompte millor, ja que el gust i aspecte es deterioren i el contingut en vitamines disminueix.

## Procés de maduració i evolució
Les transformacions que es produeixen en les fruites a causa de la maduració són: 
- Degradació de la clorofil·la i aparició de pigments grocs anomenats carotens, i rojos denominats antocians.
- Degradació de la pectina que forma l'estructura.
- Transformació del midó en sucres i disminució de l'acidesa, així com pèrdua de l'astringència.

Aquestes transformacions poden continuar evolucionant fins al deteriorament de la fruita. L'etilè és un compost químic que produeix la fruita abans de madurar i és fonamental perquè la fruita madure. En les fruites madures la seua presència determina el moment de la maduració, per la qual cosa el control de la seua producció serà clau per a la seua conservació. En les no climatèriques la presència d'etilè provoca una intensificació de la maduració.

## Procés de conservació
La fruita ha de ser consumida, principalment, com a fruita fresca. Un emmagatzemament prolongat no és adequat; tampoc seria possible per a alguns tipus de fruita, com les cireres o les maduixes. Moltes espècies de fruites no poden ser conservades fresques, perquè tendeixen a descompondre's ràpidament. Per a la conserva o emmagatzemament de la fruita cal tenir en compte que la temperatura ambiental elevada afavoreix la maduració, ja que la temperatura massa alta pot afectar l'aroma i al color. La fruita que s'emmagatzema ha d'estar sana, no deteriorada i exempta d'humitat exterior. No s'aconsella guardar juntes diferents varietats de fruita ni les fruites amb hortalisses, sobretot amb la creïlla, ja que es pensa que pot influir en la maduració. No s'aconsella guardar els plàtans a la nevera perquè l'aroma i l'aspecte es deterioren. La resta de les fruites si poden guardar-se al frigorífic. Es recomana guardar les fruites delicades com a màxim dos dies, una setmana les fruites amb os, i uns deu dies els cítrics madurs. Les pomes i peres poden guardar-se alguns mesos en una habitació fresca a uns 12 °C, airejada i fosca amb un 80 i 90% d'humitat.
En la conservació a gran escala o industrial de la fruita l'objectiu més important per a aconseguir la dita conservació serà el control de la seua respiració, evitant la maduració de les fruites climatèriques i intentant que la maduració de les fruites no climatèriques siga el més lent possible. La fruita abans de madurar es conserva en ambients molt pobres en oxigen, i si és possible amb altes concentracions de diòxid de carboni. Han de col·locar-se en llocs foscs i amb temperatures inferiors als 20 °C. Aquestes condicions controlen la producció d'etilè. La fruita ja madura ha de mantenir-se en condicions de poca llum, baixes temperatures entre 0 i 6 °C i alta humitat relativa, pròxima al 90%. Cal separar les fruites madures de què no ho estan, ja que una sola peça pot fer madurar a la resta.

## Derivats i conserves de fruites

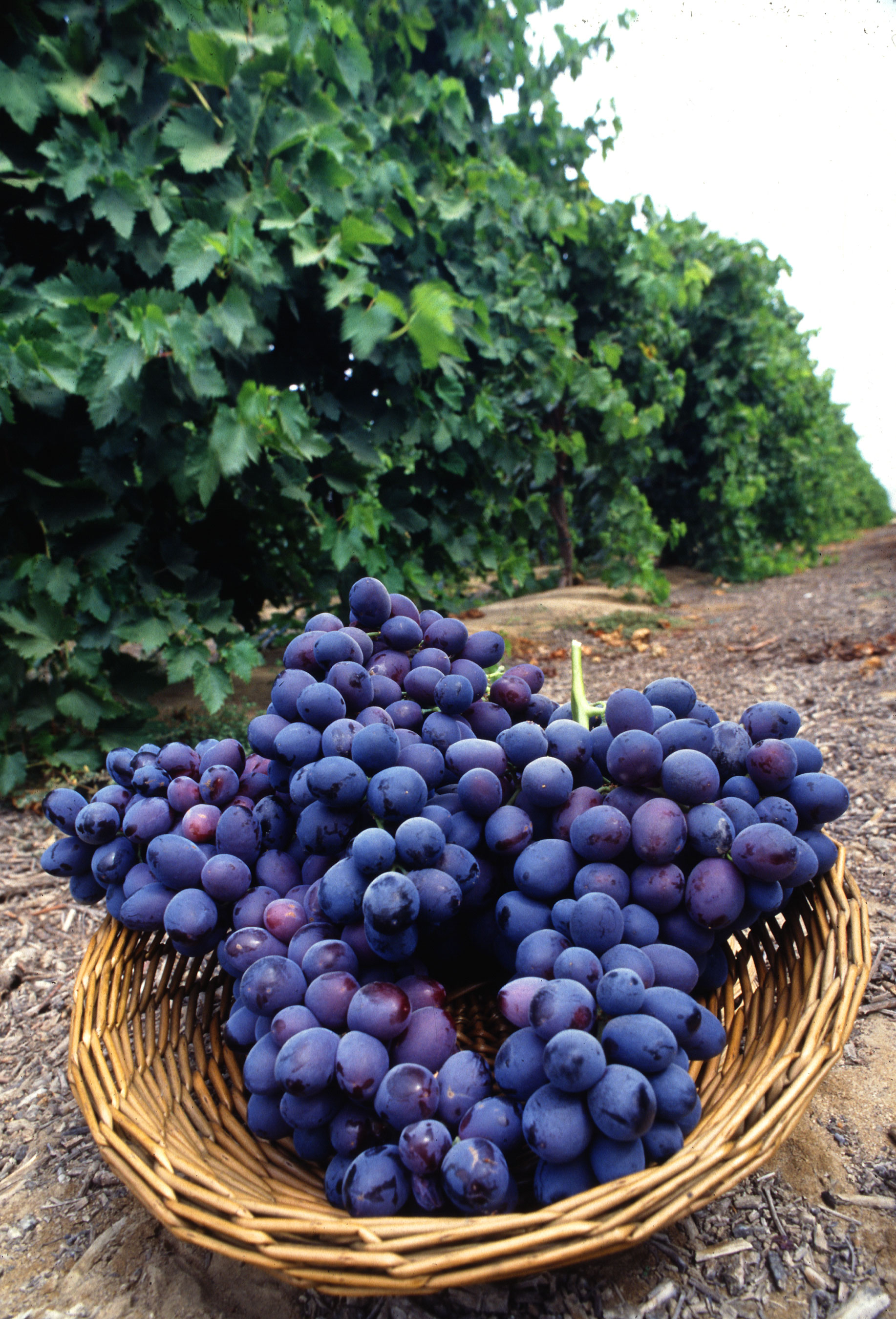
Fruita Dolça

Per a poder gaudir de fruita tot l'any, es procedeix a la seua conservació: 
- Conserva: En llandes o flascons de vidre calfats en absència d'aire. Els bacteris són eliminats per calor i s'evita la posterior introducció de les mateixes al recipient per un tancament hermètic al buit.
- Assecat: És el mètode de conservació més econòmic de fruites, sobretot per a pomes, prunes, albercocs i raïm. Es trossegen i s'assequen a l'aire. L'eliminació de l'aigua de la fruita per dessecació constitueix un mètode indicat per a inhibir el creixement de microorganismes i per a inactivar enzims, si s'acompanya de pretractaments complementaris. Les fruites dessecades contenen al voltant d'un 20% d'aigua, 3% de proteïnes, 70 a 5% de glúcids assimilables i 3 a 5% de fibres. Són, per tant, aliments rics en energia i minerals, i si la deshidratació està ben realitzada, constitueixen una excel·lent font de vitamina A i C. Durant la deshidratació les pèrdues de vitamina C poden variar entre el 10% i 50% i les de la vitamina A entre el 10% i el 20%. L'ocupació de composts ensoframents destrueix la vitamina B₁. La fruita dessecada presenta un contingut baix en humitat, la qual cosa fa que es conserve durant més temps i no calga consumir-la acabada de recol·lectar.
- Ensucrat: El sucre extrau la humitat dels bacteris, inhibint el seu desenvolupament i reproducció. Per a la seua preparació es parteix en trossos la fruita, es col·loquen en recipients nets i es cobreixen amb capes importants de sucre, es tanquen en pots i es guarden en algun lloc fresc.
- Macerat en alcohol: L'alcohol és un poderós dessecant, que actuaria igual que en el dessecat amb sucre, com per exemple en les cireres al conyac.

La possibilitat d'utilitzar fruites és encara major amb les diverses preparacions de fruites: 
- Melmelades: Són productes de consistència pastosa i untosa elaborats amb fruita fresca separada d'ossos i llavors, o bé de polpa de fruita o concentrats de fruita a què s'afig fruita. Aquestes es trituren i es cuinen amb sucre fins a aconseguir una consistència pastosa. En la seua elaboració cal afegir 45 parts de fruita i 55 parts de sucre. L'agregat de colorants o de xarop de glucosa com a màxim del 12%, només s'admet amb la corresponent declaració en l'etiqueta. Les melmelades permeten aprofitar aquelles fruites massa madures o deteriorades que no són aptes per a presentar-les a la taula.
- Confitures: S'elaboren quasi sempre a partir d'un sol tipus de fruita, per cocció de la fruita fresca, sencera o trossejada, a partir de la polpa de la fruita, però amb agitació. A diferència de les melmelades, contenen quan ja estan preparats, trossos sencers de fruita, sent melmelades molt fines. El procés d'ensucrat i cocció de confitures, melmelades i gelees, destrueix parcialment la vitamina C, molt oxidable a l'aire en presència de coure o ferro. S'admet, en general, que la pèrdua de vitamina C en la confitura és del 25% aproximadament.
- Gelees: Són una preparació de consistència gelatinosa i untosa, elaborades a partir de sucs o extractes de fruites fresques per cocció amb la mateixa quantitat de sucre. El sucre constitueix la major part del valor energètic d'aquest tipus de derivats de fruita.
- Beguda de fruites: S'obtenen esprement o triturant les fruites i afegint aigua i sucre. El valor nutritiu de les begudes de fruites depèn sobretot del tipus de fruita utilitzat, dels mètodes de processament i del grau de dilució. El contingut en vitamines és inferior al de la fruita fresca i aquestes pèrdues depèn també del tipus de fruita. Així per exemple, a la mateixa temperatura d'emmagatzemament, la pèrdua de vitamina C és major en el suc de taronja que en el de pomelo, a causa de reaccions aeròbiques i anaeròbiques no enzimàtiques. En la preparació de nèctars, només es retira part de la fibra; i el seu valor calòric és major que el dels sucs a causa de l'addició de sucre.